# Можгинський консервний завод
Споживче товариство «Можги́нський консервний завод» — обробне підприємство харчової промисловості, розташоване у місті Можга на півдні Удмуртії, Російська Федерація. Входить до складу Удмуртспоживспілки.
Адреса: 427760, Удмуртська Республіка, м. Можга, Сюгаїльський проїзд, б.21; т.: (34139) 2-30-18, (34139) 3-16-08.
Можгинський сушильний завод засновано 1956 року і він включав у себе сушильний цех та котельну. Первинною продукцією була сушена картопля та крохмаль для Міністерства оборони і внутрішніх справ СРСР. 1958 року завод був переданий у підпорядкування Можгинської заготівельної контори райспоживспілки. Після цього продукція підприємства була розширена і включала в себе газовані напої, кисіль, варення, солоні овочі та гриби. Все виробництво було лише з використання ручної робочої сили. У червні 1962 року за рішенням Удмуртспоживспілки на базі трьох сушильних заводів — Можгинського, Пичаського та Бемизького — організовано Можгинський харчовий комбінат. Того ж року почалось розширення виробництва, запущено в дію ковбасний цех. 1963 року запущено нові цехи — карамельно-кисільних, газованих напоїв, розливу вина, а пізніше і консервний. 1970 року запущено новий консервний цех потужністю 6 млн банок за рік, який передбачав до 50% роботи автоматики. У березні 1971 року постановою правління Удмуртспоживспілки підприємство було перейменоване в сучасну назву.
Підприємство випускає наступну продукцію:
- консерви овочеві (супи, ікра) та фруктові (повидло)
- соки і нектари овочеві та фруктові
- соуси 8 видів